# Lights (singolo Ellie Goulding)
Lights è un singolo della cantautrice britannica Ellie Goulding, pubblicato il 13 marzo 2011 come sesto estratto dal primo album in studio omonimo.

## Descrizione
Lights è stato annunciato come nuovo singolo l'8 settembre 2010 sul profilo Twitter ufficiale della cantautrice britannica ed è stato specificato che sarebbe uscito il 1º novembre 2010. La casa discografica lo avrebbe lanciato come primo singolo dalla ristampa del suo primo album, Bright Lights, ma i produttori non hanno tenuto fede all'annuncio e hanno deciso in favore della cover di Your Song per far leva sugli spot natalizi della linea John Lewis di cui era colonna sonora.
È stato in seguito annunciato che il singolo sarebbe uscito nel gennaio 2011. In Regno Unito è stato pubblicato un EP digitale il 13 marzo 2011 con la cover di Only Girl (in the World) di Rihanna che Ellie Goulding ha cantato in diretta al Live Lounge della BBC Radio 1 il 10 dicembre 2010.

## Classifiche

### Classifiche settimanali
| Classifica (2011-12) | Posizione massima |
| -------------------- | ----------------- |
| Austria              | 8                 |
| Belgio (Fiandre)     | 10                |
| Belgio (Vallonia)    | 7                 |
| Canada               | 7                 |
| Francia              | 29                |
| Germania             | 11                |
| Libano               | 2                 |
| Nuova Zelanda        | 16                |
| Paesi Bassi          | 58                |
| Polonia              | 1                 |
| Regno Unito          | 49                |
| Stati Uniti          | 2                 |
| Svizzera             | 14                |

### Classifiche di fine anno
| Classifica (2012) | Posizione |
| ----------------- | --------- |
| Belgio (Vallonia) | 79        |
| Canada            | 41        |
| Francia           | 135       |
| Stati Uniti       | 5         |
| Classifica (2013) | Posizione |
| Belgio (Fiandre)  | 100       |
| Francia           | 191       |
| Germania          | 46        |
| Svizzera          | 69        |